# Mordellistena baeri
Mordellistena baeri es una especie de coleóptero de la familia Mordellidae.

## Distribución geográfica
Habita en Perú.